# Raúl Orellana (DJ)
Raul Orellana comienza su andadura como DJ residente en la discoteca Studio 54 en Barcelona en 1982, prolongando su estancia hasta 1994.  En esa etapa fue conocido por ser el autor de varios discos de mezclas (o recopilatorios) en distintas compañías dance independientes, entre los que se halla la saga Bolero Mix (1 al 5), Raúl Mix, Studio 54 Connection Vol. 1 y 2 o Holiday Mix.
A finales de la década de los 80 pasa a ser uno de los pioneros en España en crear música house tanto formando parte de proyectos como BCN Orchestra con «Quién Tu Te Crees?» o Isamar & Compañía con «Amor Suave», o en solitario destacando «The Real Wild House» de su álbum Guitarra.
Paralelamente a todo esto comienza con la producción de discos para artistas como Azúcar Moreno (destacando el tema Bandido que representó a España en Eurovisión) y remixes de artistas nacionales como: Tam Tam Go!, Los Rebeldes o Gabinete Caligari (premiado Mejor Maxi del año por «La culpa fue del chachacha», 1990). A principios de los años 90 publicó Gipsy Rhythm que cuenta con la participación de Jocelyn Brown con gran éxito de ventas y diversas entradas en las listas europeas.[cita requerida]